# Makarbaal
Makarbaal  roi de Tyr de 555 à 552 av J.C..  

## Règne
Lorsque « Balotorus » (c'est-à-dire: Baal-Ezer III), le roi de Tyr, mourut « Merbalus » (i.e : Makarball) est envoyé de « Babylone », par Nabonide, pour le remplacer.Il règne pendant quatre ans.

## Sources
- Sabatino Moscati, Les Phéniciens, Paris, Arthème Fayard, coll. « Marabout Université », 1971, 278 p. (ISBN 2501003543)